# ヘンリー・J・アレン
ヘンリー・ジャスティン・アレン（Henry Justin Allen, 1868年9月11日 - 1950年1月17日）は、第21代カンザス州知事（1919年-1923年）およびカンザス州選出連邦上院議員（1929年-1930年）を務めたアメリカ合衆国の政治家である。

## 生涯
ペンシルベニア州ウォーレン郡でジョン（John）とレベッカ・エリザベス・（グッドウィン・）アレン（Rebecca Elizabeth (Goodwin) Allen）のもとに生まれた。1870年にアレン家はカンザス州へと移り、クレイ郡に定住した。
政界入りの前のアレンは1894年にカンザス州マンハッタンでの『Manhattan Nationalist』の創刊を皮切りに州全域で新聞社のオーナーとなった。また彼はアーサー・J・キャルース・ジュニアとウィリアム・P・スナイダーと共に『Topeka State Journal』を所有した。彼はカンザス州ウィチタの自宅の設計をフランク・ロイド・ライトに依頼した。アレン邸はカンザス州でライトが設計した唯一の住宅である。
アレンは第一次世界大戦中にウィリアム・アレン・ホワイトと共にフランスを訪れ、アメリカ外征軍のカンザス州兵に提供された施設を視察しており、この時に彼は所属党から知事候補に指名された。1918年の選挙運動中にアレンは私財を一切使わず、パリの新聞で自分が指名されたことを知った。彼は1919年から1923年まで任期を務めた。
1920年に炭田ストライキに直面したアレンはストライキを禁止し、労働争議を労働審判所に送るという計画を議会に押し通した。この計画は全国的な関心を集め、アレンは1920年5月28日にニューヨークのカーネギー・ホールでこの問題についてアメリカ労働総同盟指導者のサミュエル・ゴンパーズと討論した。出版者のウィリアム・アレン・ホワイトが審判に異議を唱えるとアレンは彼を逮捕させた。ホワイトは1922年7月27日に発表した法律に反対する社説である「To an Anxious Friend」で1923年ピューリッツァー賞を受賞した。
知事職を退いた後、アレンはアルメニア、トルコ、ギリシャ、ロシア南部の近東救済担当連邦特別委員を務めた。また1928年に彼は共和党全国委員会の広報部長を務めた。
1929年4月、アレンはチャールズ・カーティスが副大統領に就任するために生じた空席を埋めるために連邦上院議員に任命された。アレンは1929年4月1日から1930年11月30日まで在職した。アレンはカーティスからの残りの任期のための選挙ではジョージ・マクギルに僅差で敗れた。
アレンは1950年に脳血栓症のためカンザス州ウィチタで亡くなった。彼はウィチタのメープル・グローブ墓地に埋葬されている。亡くなってから2年後にアレンはカンザス新聞の殿堂入りを果たした。